# Dyslexie (police de caractères)
Pour l’article homonyme, voir Dyslexie.
Dyslexie est une police de caractères créée en 2008 par le graphiste néerlandais Christian Boer, alors qu'il étudiait à l'université de Twente, et conçue pour des dyslexiques. 
Sa particularité est que les signes (les lettres, notamment) sont « uniques » les uns par rapport aux autres, que chaque signe (ou partie d'un signe) est conçu pour qu'il ne puisse être confondu avec un autre transformé par réflexion ou rotation, comme c'est le cas avec la plupart des polices conventionnelles.
Selon un article du Scientific American, cette police a été « extrêmement bien accueillie par les personnes souffrant de dyslexie ».